# The Moon
The Moon/Luna (pol. Księżyc) – singiel rumuńskiego zespołu muzycznego Taxi napisany przez wokalistę i lidera grupy Dana Teodorescu i umieszczony jako bonus na drugiej płycie studyjnej formacji zatytułowanej Trag un claxon z 2000 roku.
Pod koniec lutego 2000 roku rumuńskojęzyczna wersja utworu („Luna”) wygrała finał krajowych eliminacji eurowizyjnych Selecția națională po zdobyciu największego poparcia telewidzów, dzięki czemu została wybrana na propozycję reprezentującą Rumunię w 45. Konkursie Piosenki Eurowizji organizowanym w Sztokholmie. 13 maja grupa zaprezentowała anglojęzyczną wersję piosenki w finale widowiska i zajęła z nią 17. miejsce z 25 punktami na koncie, w tym m.in. z maksymalną notą 12 punktów od Macedonii.

## Lista utworów
CD single
1. „Luna (The Moon)” (English Version) – 2:58
2. „Luna (The Moon)” (Romanian Version) – 2:58